# Evi Juhkam
Evi Juhkam, född 17 mars 1932 i Harju-Madise, död 1 december 2023 i Tallinn, var en estnisk lingvist, dialektinsamlare och forskare.

## Biografi
Evi Juhkam växte upp i en familj med sex barn. Hennes mor var bördig från Pühalepa på Dagö, hennes far kom från Madise i Harrien. Fadern Theodor Kalve var bonde och kulturintresserad, modern Hilda Kalve älskade att skriva dikter. Föräldrarnas kulturintresse väckte Evi Juhkams nyfikenhet på insamling av dialekter och ordförråd i allmänhet.
Evi Juhkam deltog i dialektinsamlingsexpeditioner, hennes favoritområden var Läänemaa, Pärnumaa och nordvästra Estland, och hon älskade att vandra antingen till fots eller färdas på cykel. 1957 påbörjade hon insamling av dialekter i Harju-Risti och Harju-Madise.

### Utbildning
Åren 1953–1958 studerade Evi Juhkam vid Tallinns pedagogiska institut till yrket som gymnasielärare i estniska språket och litteratur. 1998 avlade hon magisterexamen vid Tallinns pedagogiska högskola med en avhandling om estnisk-svenska dialektkontakter.

### Karriär
Tjänster på dialektavdelningen (från år 2000 avdelningen för estniska dialekter och närbesläktade språk) hos Estniska språkinstitutet:
- 1957 extern, påbörjade dialektinsamling i Harju-Risti och Harju-Madise (ortsnamn och ordförråd)
- 1958–1975 laborant, bibliograf
- 1975–1986 juniorforskare
- 1986– forskare

### Forskningsarbete
Huvudområdena för hennes forskning var lexikografi; insamling, studier och publicering av estniska dialekter; språkkontakter; insamling och studier av estlandssvenska dialekter (magisteravhandlingen "Estnisk-svenska dialektkontakter" försvarades 1998).
Från 1963 var Evi Juhkam medlem i Modersmålssällskapet (Emakeele Selts) och forskade om likheter och lånord mellan de estniska och svenska språken.

## Utmärkelser
- Hagforsmedaljen 1992[2]
- lovord från föreningen Svenska Folkskolans Vänner (1987)